# Calvin Quate
Calvin Forrest Quate (Baker, 7 de dezembro de 1923) é um físico e inventor estadunidense.
É um dos inventores do microscópio de força atômica. É professor de física aplicada e engenharia eletrônica na Universidade Stanford.